# Alindria costulata
Alindria costulata là một loài bọ cánh cứng trong họ Trogossitidae. Loài này được Grouvelle miêu tả khoa học năm 1918.